# Зелёная Поляна (Киевская область)
Зелёная Поляна (укр. Зелена Поляна) — село, входит в Полесский район Киевской области Украины.
Население по переписи 2021 года составляло 300 человек. Почтовый индекс — 07038. Телефонный код — 4592. Занимает площадь 4 км². Код КОАТУУ — 3223584001.

## Местный совет
07035, Київська обл., Поліський р-н, с. Зелена Поляна, вул. Шевченка, 1